# Giovanni Battista Canepa
Giovanni Battista Canepa, nome di battaglia "Marzo" (Chiavari, 18 luglio 1896 – Milazzo, 13 febbraio 1994), è stato uno scrittore, antifascista, partigiano, politico e giornalista italiano.

## Biografia

### La Grande Guerra
Giovanni Battista Canepa nasce a Chiavari (GE) il 18 luglio 1896 in via delle Vecchie Mura da Giovanni Battista Canepa d'Abramo, impiegato comunale, e Vincenzina Guerra, commerciante.
Finiti gli studi a Genova, viene arruolato come sottotenente del IX Bersaglieri nella prima guerra mondiale e rimane ferito durante la Battaglia di Caporetto. In seguito al ferimento, viene insignito della Medaglia di Bronzo al Valor Militare.

### L'attività politica e giornalistica
Emigrato in sudamerica e negli Stati Uniti d'America al termine della Grande Guerra, rientra nel 1924 in Italia. Si iscrive alla facoltà di legge dell’Università di Genova e aderisce al Partito Socialista Italiano, diventando negli stessi anni direttore del quotidiano socialista genovese "Il Lavoro". Arrestato più volte per reati politici, viene amnistiato una prima volta nel 1925.
Nel 1926 viene condannato per reato di stampa (offese alla Casa Reale)  ed è costretto quindi a lasciare la direzione de “Il Lavoro”. Emigrato clandestinamente, rientra in Italia nell’ottobre del 1926 per partecipare al Congresso nazionale del Partito socialista ma viene arrestato e, dopo le leggi eccezionali di novembre, condannato dal Tribunale speciale per la difesa dello Stato (1926-1943) per cinque anni al confino politico.

### Il confino politico
Al confino a Ponza conosce la futura moglie, Maria Vitiello, figlia di un farmacista che aveva affittato il retrobottega a degli antifascisti, che sposerà con rito civile il 30 maggio 1931. Nel primo anno di confino viene trasferito da Ponza a Lipari (Italia), dove insieme ad altri confinati aderisce e partecipa alla ricostituzione del disciolto Partito Comunista d'Italia. Le attività di Canepa e degli altri attivisti vengono scoperte in seguito ad alcune denunce anonime e al rinvenimento di due criptogrammi sospetti nel magazzino di via Ruggerio Lauria a Milano. Incarcerato nel dicembre 1927, viene prosciolto da ogni accusa insieme ai compagni di prigionia nell’agosto 1928.
Di nuovo al confino, evade dal carcere di Lipari nell’agosto 1929 ma viene ripreso e condannato a 13 mesi di reclusione. Nel 1930 viene nuovamente condannato per aver violato le regole del confino, prima di essere definitivamente liberato il 27 luglio 1932. Arrestato nuovamente a Torino nel 1934 per attività comunista clandestina, viene prosciolto per insufficienza di prove.

### La Guerra Civile in Spagna e l’esilio in Francia
Nel dicembre 1936, aiutato dai compagni di Genova, si imbarca clandestinamente su una nave francese e raggiunge la Spagna per combattere a fianco della Seconda Repubblica Spagnola nel corso della Guerra civile spagnola. Arruolato come ufficiale di Stato Maggiore nella Brigata Garibaldi sin dal 7 dicembre 1936, viene ferito pochi mesi dopo alla coscia sinistra, il 12 marzo 1937, durante la battaglia di Guadalajara. Impossibilitato a combattere, collabora come giornalista insieme a Teresa Noce alla redazione del periodico “Il volontario”. Non ancora guarito, viene rimpatriato in Francia il 12 settembre 1937 dove viene ricoverato alla Clinica Geoffroy St. Ilaire di Parigi, iniziando poco dopo a collaborare al quotidiano antifascista “Voce degli Italiani”, diretto da Giuseppe Di Vittorio. Durante il periodo in Francia stringe rapporti con Pablo Picasso, Sandro Pertini, i Fratelli Rosselli, in un’esperienza che “segnerà la sua formazione culturale e politica”. Arrestato una prima volta nel 1941 a Marsiglia, nel 1942 viene definitivamente catturato dalle truppe di occupazione italiane e rinchiuso in uno dei Forti dell'Esseillon, da cui evade l’8 settembre 1943.

### La Resistenza in Liguria nelle file della divisione Cichero
Rientrato in Italia, crea insieme ad altri ex detenuti politici e militari sbandati uno dei primi gruppi partigiani della Guerra di liberazione, a Favale di Malvaro, nell’entroterra di Chiavari. Da quel gruppo nasce la divisione garibaldina Divisione Garibaldi "Cichero" di cui diventa dapprima Capo di stato maggiore nel giugno 1944, quando viene costituita la 3ª Brigata Garibaldi "Liguria", e in seguito Commissario Politico, con il nome di battaglia di “Marzo” (in ricordo del suo ferimento durante la battaglia di Guadalajara, nel marzo 1937). Come commissario politico, svolge un ruolo importante nel curare i rapporti tra formazioni partigiane e popolazioni contadine, svolgendo inoltre un ruolo decisivo nel passaggio del battaglione Vestone della 4ª Divisione alpina "Monterosa" nelle file della divisione Cichero, avvenuto il 4 novembre 1944 dopo un’intensa opera di convincimento e di trattative svolte insieme ad Aldo Gastaldi, il comandante della Cichero, conosciuto con il nome di battaglia di Bisagno. Il 24 aprile 1945 la divisione “Cichero” scende a Genova e partecipa alla liberazione della città.

### L’attività nel secondo dopoguerra
Nel secondo dopoguerra viene nominato vicesindaco di Genova dal Comitato di Liberazione Nazionale e pubblica tre libri, ripubblicati più volte negli anni successivi, in cui ripercorre le principali vicende autobiografiche e della guerra di liberazione partigiana: “Storia della Cichero” (1945), “Grand-mère était génoise” (1946) e “La Repubblica di Torriglia” (1955)”. Entra a far parte della redazione genovese del quotidiano L'Unità, di cui diventerà vicedirettore per l’edizione locale ligure e corrispondente da Belgrado durante il regime di Tito. Muore in Sicilia, a Milazzo, all’età di 97 anni il 13 febbraio 1994, dopo essere diventato per un breve periodo il più anziano giornalista d’Italia e aver fondato il periodico “La Voce di Milazzo”. È sepolto insieme alla moglie nel cimitero di Chiavari.

## Opere
- Storia della Cichero, Edizioni dell'ANPI, Chiavari, 1945
- Grand-mère était genoise, Edizioni del partigiano, Chiavari, 1946
- La Repubblica a Torriglia,[8] Di Stefano Editore, Genova, 1975
- Le cronache di una vita, AGIF, Genova, 1983